# Annie Feray Mutrie
Annie Feray Mutrie (Ardwick, 6. ožujka 1826. – Brighton, 28. rujna 1893.) bila je britanska slikarica.

## Životopis
Mutrie je rođena u tadašnjem predgrađu Manchestera.  Učila je umjetnost u gradskoj umjetničkoj školi, kao i privatno kod Georgea Wallisa.  Jedna od njezinih slika prvi je put izložena na Royal Academy of Arts (RA) 1851. godine.  1854. preselila se sa sestrom Martha Darley Mutrie u London.  Kad je 1855. godine izložila dvije slike na RA, primijetio ih je i pohvalio likovni kritičar John Ruskin.  Dvije njezine cvjetne slike također su bile dio velike umjetničke izložbe održana u Manchesteru 1857. godine.  Nastavila je prilično redovito izlagati do 1882. godine.